# جاك ريفيس
جاك ريفيس (بالإنجليزية: Jacques Reeves)‏ هو لاعب كرة قدم أمريكية أمريكي، ولد في 8 أكتوبر 1982 في لانكستر في الولايات المتحدة.

## وصلات خارجية
- جاك ريفيس على موقع الاتحاد الدولي لألعاب القوى (الإنجليزية)
- جاك ريفيس على موقع مرجع كرة القدم المحترفة.كوم (الإنجليزية)